# Nihonjinron

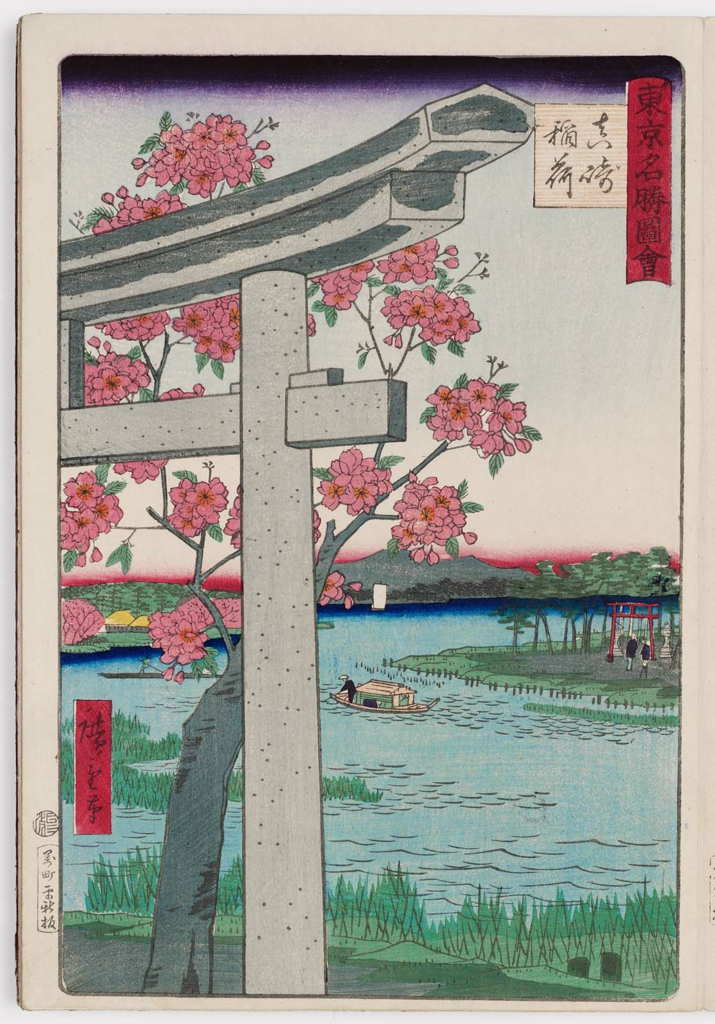
Grabado de Hiroshige.

Nihonjinron (日本人論?) es un género de textos que se centra en cuestiones de identidad nacional y cultural japonesa. Dichos textos comparten la creencia general de la unicidad de Japón, y el término nihonjinron puede emplearse para referirse a esta perspectiva. 

## El Nihonjinron como nacionalismo cultural
Eruditos como Peter N. Dale (1986), Harumi Befu (1987) y Kosaku Yoshino (1992) ven al nihonjinron de manera más crítica, identificándolo como una herramienta para hacer cumplir la conformidad social y política. Dale, por ejemplo, caracteriza al nihonjinron de la siguiente manera:
- "Primero, supone implícitamente que los japoneses constituyen una entidad racial cultural y socialmente homogénea, cuya esencia prácticamente no ha cambiado desde la prehistoria hasta la actualidad. En segundo lugar, presupone que los japoneses difieren radicalmente de todos los demás pueblos conocidos. En tercer lugar, son notablemente nacionalistas, muestran una hostilidad conceptual y procesal hacia cualquier modo de análisis que pueda derivarse de fuentes externas no japonesas. En un sentido general, entonces, nihonjinron puede definirse como obras de nacionalismo cultural relacionadas con la "singularidad" aparente de Japón en cualquier aspecto, y que son hostiles tanto a la experiencia individual como a la noción de diversidad sociohistórica interna".[1]

El énfasis en la unidad del grupo en los escritos del Nihonjinron, y su popularización durante el período de expansión militar de Japón a principios del siglo XX, ha llevado a muchos críticos occidentales a calificarlo de una forma de nacionalismo etnocéntrico. Karel van Wolferen se hace eco de esta evaluación, señalando que:
- "En la perspectiva del Nihonjinron, los japoneses limitan sus acciones, no reclaman "derechos" y siempre obedecen a los que se encuentran por encima de ellos, no porque no tengan otra opción, sino porque les viene naturalmente. Los japoneses son retratados como si hubieran nacido con una cualidad cerebral especial que los hace querer suprimir su personalidad individual."[2]

## Ámbitos
El concepto se hizo popular después de la Segunda Guerra Mundial, con libros y artículos destinados a analizar, explicar o explorar las peculiaridades de la cultura y la mentalidad japonesa, generalmente en comparación con las de Europa y los Estados Unidos. La literatura es amplia, abarca campos tan variados como la sociología, psicología, antropología, historia, lingüística, filosofía, biología, química y física, por lo que además de la palabra genérica común nihonjinron, existe una variedad de subgéneros, divididos por temas específicos. Por ejemplo: 
- shinfūdoron (新風土論?): "nuevas teorías sobre el clima" (lo que implica la influencia del clima en los pueblos)
- nihonbunkaron (日本文化論?): "teorías sobre la cultura japonesa"
- nihonshakairon (日本社会論?): "teorías sobre la sociedad japonesa"
- nihonron (日本論?): "teorías sobre el Japón"
- nihonkeizairon (日本経済論?): "teorías sobre la economía japonesa"

Los libros escritos por autores no japoneses también pueden clasificarse como nihonjinron, si comparten, contribuyen o reflejan esta visión, con las premisas y las perspectivas características del género japonés. 

## Historia
Hiroshi Minami, uno de los principales estudiosos del género, afirma en su estudio: 
- "También es posible rastrear y localizar obras dignas del nombre "nihonjinron" en el período Edo e incluso antes".[3]

Las raíces del nihonjinron se remontan al menos al movimiento kokugaku ("estudios nacionales") del siglo XVIII, con temas que no son diferentes a los del nihonjinron de la posguerra. 

### Primeros temas
El problema de la identidad japonesa en gran parte del período inicial se trata en términos de las tradiciones locales y la poderosa influencia de la cultura china, por ejemplo, la revuelta de los clanes antibudistas Mononobe y Nakatomi contra el clan pro-budista Soga, que había patrocinado la introducción no solo de la metafísica budista sino también de la política china en Japón en el siglo VI.   
Más tarde, Kitabatake Chikafusa (1293–1354) escribió su Jinnō Shōtōki ("Crónicas de los linajes auténticos de los emperadores divinos") que define la superioridad del Japón en términos de la divinidad de su línea imperial y la divinidad de la propia nación (Shinkoku). La deriva general de tales trabajos es afirmar las características históricas especiales de Japón en lugar de apreciar las civilizaciones que hasta ese momento habían dotado al país de alineamientos a una cultura universalista.
En el siglo XVI, los contactos europeos con Japón dieron lugar a una considerable literatura de viajeros y misioneros extranjeros sobre los japoneses, su cultura, comportamiento y patrones de pensamiento. A su vez, esto tuvo cierto impacto en las autoimágenes japonesas, cuando este material comenzó a ser leído por muchos japoneses después de la Restauración Meiji; y esta tradición del discurso intercultural forma un importante componente de fondo en el surgimiento del nihonjinron moderno.

### Kokugaku
El Kokugaku (国学?), comenzando como una investigación académica sobre la filología de la literatura clásica temprana de Japón, buscó recuperar y evaluar estos textos, algunos de los cuales eran oscuros y difíciles de leer, para evaluarlos positivamente, con el objetivo de determinar cuáles eran valores los indígenas originales de Japón, antes de la introducción de la civilización china.  
Así, la exploración de textos clásicos tempranos como el Kojiki y el Man'yōshū permitió a los eruditos de Kokugaku, particularmente las cinco grandes figuras de Keichū (1640-1701), Kada no Azumamaro (1669-1736), Kamo no Mabuchi (1697-1769), Motoori Norinaga (1730–1801) e Hirata Atsutane (1776–1843) explorar las diferencias culturales de Japón con China, ubicar sus fuentes en la alta antigüedad y desplegar los resultados en un intento programático para definir la singularidad de Japón en contra de una civilización extranjera.  
Estos académicos trabajaron independientemente y llegaron a diferentes conclusiones, pero en el siglo XIX fueron agrupados por un neo-kokugakuista llamado Konakamura para establecer la precocidad de la autoconciencia japonesa. Implícitamente abogaron por el regreso a estas raíces étnicas ostensiblemente prístinas, lo que implicaba descartar las incrustaciones de creencias culturales chinas, ritos sociales e ideas filosóficas que habían ejercido influencia política durante más de un milenio dentro de Japón, como en la ideología confuciana del propio régimen Tokugawa. 
La ironía era que las técnicas intelectuales, los métodos textuales y las estrategias culturales utilizadas por los eruditos nativistas contra el confucianismo, las tomaron prestadas en gran medida de las corrientes del pensamiento chino (taoísta, confuciano y budista) y de sus ramificaciones japonesas. Motoori, el mayor erudito nativista, está profundamente en deuda, por ejemplo, con el pensamiento de Ogyū Sorai, el pensador confuciano más penetrante de los tiempos de Tokugawa. De manera similar, los estudiosos detectan en el nacionalismo japonés moderno, de los cuales los nihonjinron son el eco resonante muchas características derivadas de los préstamos en el extranjero, de los grandes recursos del nacionalismo cultural extraído en los países europeos durante sus respectivos períodos de formación como naciones. Bajo el alias de las afirmaciones de la diferencia, los nacionalismos, en Japón y en otros lugares, toman prestados los esquemas conceptuales de los demás.

### Periodo Meiji
En la segunda mitad del siglo XIX, bajo una fuerte presión militar y diplomática, y sufriendo una crisis interna que condujo al colapso del Bakufu, Japón abrió sus puertos, y posteriormente la nación, para comerciar con el mundo exterior y reformar su sistema económico buscó responder vigorosamente a los desafíos de las políticas industriales modernas, apreciadas por observadores japoneses en los Estados Unidos y Europa, sobre todo en Alemania, en cuyos sistema educativo y sistema sociopolítico vieron los modelos que deseaban reproducir.  
El lugar preponderante de China como modelo y adversario cultural en los modelos cognitivos desarrollados hasta entonces fue ocupado por Occidente. Pero, mientras que el compromiso tradicional de Japón con la civilización china se llevó a cabo en términos de un debate unilateral, ahora los académicos y pensadores japoneses podían leer directamente lo que los occidentales, fascinados por el 'exotismo' de la cultura japonesa, decían y escribían sobre ellos. El contacto japonés y las respuestas a estos emergentes estereotipos occidentales, que reflejaban el complejo de superioridad, la condescendencia y la conciencia imperial de la época, alimentaron los debates japoneses sobre la identidad nacional. Como dice Leslie Pincus, hablando de una fase posterior: 
- "Se podría decir que los viajeros japoneses reapropiaron al Japón de Europa como un objeto exótico. Así como los ukiyo-e fueron reimportados por primera vez a Japón desde los museos de París y las colecciones privadas europeas después de la Primera Guerra Mundial, los visitantes japoneses en Europa volvieron a descubrir aspectos menos tangibles de su pasado cultural. Pero ya sea material o etéreo, los objetos de la cultura japonesa se habían visto afectados de manera indeleble por la fascinación de Europa."[7]

Se produjo un intenso período de cambios sociales y económicos masivos, ya que, bajo la dirección de una élite desarrollista, Japón se transformó del mundo cerrado de siglos de dominio Tokugawa (el llamado período sakoku) a la occidentalización de Meiji y, nuevamente, en estrecha relación de conformidad con el paradigma occidental imperante, al aventurerismo imperialista con el crecimiento del colonialismo.  
El período Taishō marcó un giro un poco más "liberal", ya que el péndulo giró hacia un renovado interés en el modelo occidental ("Japón debe experimentar un segundo nacimiento, con Estados Unidos como su nueva madre y Francia como su padre"). Con la crisis de 1929 y la depresión concomitante de la década de 1930, el militarismo se impuso en esta era del 'dark valley' (暗い谷間 kurai tanima?), y las ideologías nacionalistas prevalecieron sobre todos los intentos de mantener vivas las tradiciones moderadas de la modernidad liberal.

### Periodo de posguerra
Sin embargo, la movilización económica, militar y espiritual total no pudo evitar la derrota, y lentamente, bajo la ocupación, y luego rápidamente con su independencia reafirmada, Japón disfrutó de un resurgimiento de décadas como potencia industrial y económica mundial hasta la crisis de la década de 1990. Los patrones culturales a lo largo de la larga trayectoria del siglo XX es de una oscilación continua entre los modelos de occidentalización pronunciada y la autarquía tradicionalista. Entre las dos alternativas, con frecuencia intentaron una tercera vía conciliadora que combinaría lo mejor de ambos mundos: "Japanese spirit and Western techniques" (和魂洋才 wakon yōsai?).
La frecuencia de estos trastornos de transición crónicos engendró una notable intensidad de debate sobre las direcciones nacionales y la identidad ( 国民性 kokuminsei ; 民族性 minzokusei ), cuya complejidad con el tiempo hace que un juicio sintético o una vista panorámica de la literatura en cuestión sea bastante difícil. Una gran controversia rodea la pregunta sobre la afiliación de las teorías del nihonjinron de la posguerra con la conceptualización anterior a la guerra de la singularidad cultural japonesa. En qué medida son estas meditaciones bajo la democracia sobre la unicidad japonesa unas reflexiones inocentes de una búsqueda popular de identidad, y en qué medida, si las hay, recogen la ideología instrumental de la japonesidad desarrollada por el gobierno y los nacionalistas en la preguerra, para aprovechar las energías de la nación hacia la industrialización y el imperio. 
Las preguntas se vuelven más complejas por el hecho de que en el período inicial de la posguerra, la restauración de un "nacionalismo saludable" no era de ninguna manera algo exclusivo para los pensadores culturales de derecha. Un intenso debate sobre la necesidad de desarrollar formas ideales y positivas de conciencia nacional, considerada como una identidad cívica saludable, ocupa un lugar destacado en los primeros escritos de Maruyama Masao, quien pidió una conciencia cívica saludable, y en los prolíficos debates de los miembros de la Japanese Historical Science Association (歴研 rekiken?)  que prefirió hablar de conciencia ética nacional. Estos debates iban desde críticos de centroizquierda hasta historiadores marxistas radicales.
Algunos académicos citan la destrucción de muchos símbolos nacionales japoneses y el golpe psicológico de la derrota al final de la Segunda Guerra Mundial como una fuente de la popularidad duradera del nihonjinron, aunque no es un fenómeno exclusivo del siglo XX. De hecho, el género es simplemente el reflejo japonés del nacionalismo cultural, que es una propiedad de todas las naciones modernas. La tendencia del tono del argumento de nihonjinron a menudo refleja la sociedad japonesa de la época. Peter Dale, cubriendo el período analizado por la encuesta Nomura, distinguió tres frases principales en el desarrollo del discurso de nihonjinron de la posguerra: 
- Primera fase (1945–1960): Dominio del modelo occidental con un repudio concomitante de la especificidad japonesa.
- Segunda fase (1960–1970): Reconocimiento de la relatividad histórica, de ciertos defectos en la sociedad industrial occidental y ciertos méritos en las tradiciones japonesas, a medida que se rediseñan en la modernización japonesa.
- Tercera fase (1970–? ): Reconocimiento de la especificidad japonesa como un modelo positivo para un camino único japonés hacia la modernidad y su alcance global.[10]

Tamotsu Aoki posteriormente refinó el patrón al distinguir cuatro fases principales en el discurso de identidad de la posguerra.
En la propuesta de Dale, se deriva de una unicidad negativa, a una evaluación positiva de la unicidad, percibiendo una tendencia cíclica, ya que él cree que se puede detectar el mismo patrón en la literatura sobre identidad para el período comprendido entre 1867 y 1945, desde los primeros tiempos de Meiji hasta el final de Segunda Guerra Mundial. El Nihonjinron, en opinión de Dale, recicla la retórica nacionalista japonesa de antes de la guerra con fines similares. Para Aoki, por el contrario, son movimientos naturales en un temperamento nacional que busca, como ha sido el caso con otras naciones, su propio camino distintivo de autonomía cultural y organización social a medida que Japón se adapta al orden mundial forjado por Occidente. 
Durante el período inicial de posguerra, la mayoría de los discursos de nihonjinron discutieron la singularidad de los japoneses con una luz crítica bastante negativa. Los elementos del feudalismo que recuerdan al Japón imperial fueron castigados como obstáculos principales para el restablecimiento de Japón como una nueva nación democrática. Eruditos como Hisao Ōtsuka (大塚久男?) , un sociólogo weberiano, juzgó a Japón con la medida del individualismo racional y la democracia liberal que se consideraban ideales en los Estados Unidos y las naciones de Europa occidental en ese entonces.
Sin embargo, en la década de 1970, con Japón disfrutando de un notable auge económico, Ōtsuka comenzó a considerar los "residuos feudales'' bajo una luz positiva, como una insignia de la diferencia distintiva de Japón con respecto a Occidente (ukatsuka, Kawashima, Doi 1976 passim). Los libros de Nihonjinron escritos durante el período de alto crecimiento económico hasta el estallido de la burbuja a principios de la década de 1990, en contraste, argumentaban varias características únicas de los japoneses como características más positivas. 

## Tesis específicas
1. La raza japonesa es única, ya que no tiene afinidades conocidas con ninguna otra raza. En algunas versiones extremas, se afirma que la raza desciende directamente de una rama distinta de primates.[13]
2. Este aislamiento se debe a las circunstancias peculiares de vivir en unas islas aisladas de las corrientes cruzadas de la historia continental, con su interminable mestizaje de tribus y culturas. El país insular a su vez disfruta de un clima especial cuyos ritmos peculiares, el hecho indudable, por ejemplo, de que solo Japón tiene cuatro estaciones bien diferenciadas, influyen en el pensamiento y comportamiento japonés. Así, la naturaleza humana en Japón es, en particular, una extensión de la naturaleza misma.[14]
3. El idioma japonés tiene una estructura gramatical única y un corpus léxico nativo cuya sintaxis y connotaciones idiosincráticas condicionan a los japoneses a pensar en patrones peculiares sin paralelo en otros idiomas humanos. El idioma japonés también es excepcionalmente vago.[15] Los extranjeros que lo hablan con fluidez, por lo tanto, pueden ser correctos en su uso, pero el pensamiento detrás del lenguaje permanece empapado de manera inalienable en un marco extraño a los patrones de pensamiento de su idioma original. Esta es la versión japonesa de la hipótesis Sapir-Whorf, según la cual la gramática determina la visión del mundo.[16]
4. La psicología japonesa, influenciada por el idioma, se define por un elenco particular de deseos que llevan a una forma única de relaciones humanas, en el que los límites claramente definidos entre uno mismo y el otro son ambiguos o fluidos, lo que lleva a un ideal psicomental y social de fusión del yo y el otro.[17]
5. Las estructuras sociales japonesas remodelaron consistentemente las asociaciones humanas en términos de un modelo de familia arcaico caracterizado por las relaciones verticales, como de clan (氏 uji?). Como resultado, el individuo no puede existir adecuadamente, ya que el grupo siempre prevalecerá.[18]